# Raggruppamento Ruiz-Mateos
Il Raggruppamento Ruiz-Mateos (in spagnolo: Agrupación Ruiz-Mateos) fu un partito politico spagnolo di ispirazione conservatrice fondato nel 1986 dall'imprenditore José María Ruiz-Mateos; inizialmente designato Azione Sociale (Acción Social), fu ridenominato nel 1987.
Ottenne due seggi in occasione delle europee del 1989, quando si attestò come la sesta forza politica del Paese. Furono eletti lo stesso Ruiz-Mateos e Carlos Perreau de Pinninck Doménech (marito di Begoña Ruiz-Mateos, figlia del leader del partito); entrambi aderirono al gruppo dei non iscritti.
Il partito concluse la propria attività nel 1995.

## Risultati
| Elezione      | Voti    | %    | Seggi   |
| ------------- | ------- | ---- | ------- |
| Europee 1987  | 116.761 | 0,61 | 0 / 60  |
| Europee 1989  | 608.560 | 3,84 | 2 / 60  |
| Generali 1989 | 219.883 | 1,07 | 0 / 350 |
| Generali 1993 | 54.518  | 0,23 | 0 / 350 |
| Europee 1994  | 82.410  | 0,44 | 0 / 64  |